# K·p微扰论
K·p微扰论又名K·p微扰法，是固体物理中用来计算固体能带结构和光学性质的一种微扰方法，因微扰哈密顿算符中出现了正比于简约波矢（k）与动量算符（p）内积的项而得名。该方法可以近似估计半导体中的电子在导带底的有效质量。

## 背景
在晶体中，势场具有周期性，如果给其中电子的波函数加以周期性边界条件，则波函数将具有布洛赫波的形式：
{\displaystyle \psi _{n,\mathbf {k} }=e^{i\mathbf {k} \mathbf {r} }u_{n,\mathbf {k} }}
其中{\displaystyle \mathbf {k} }是简约波矢，{\displaystyle u_{n,\mathbf {k} }}是周期函数，且周期与晶格的周期完全相同。
将该表达式代入定态薛定谔方程，可得{\displaystyle u_{n,\mathbf {k} }}满足的方程。该方程在形式上类似于定态薛定谔方程：
{\displaystyle H_{\mathbf {k} }u_{n,\mathbf {k} }=E_{n,\mathbf {k} }u_{n,\mathbf {k} }}
其“哈密顿算符”为：{\displaystyle H_{\mathbf {k} }={\frac {p^{2}}{2m}}+{\frac {\hbar \mathbf {k} \cdot \mathbf {p} }{m}}+{\frac {\hbar ^{2}k^{2}}{2m}}+V}

## 微扰方法
K·p微扰论适用于简约波矢{\displaystyle \mathbf {k} }较小的情形下。此时可将“哈密顿算符”中不含有简约波矢{\displaystyle \mathbf {k} }的项视为无微扰的“哈密顿算符”，把含有简约波矢{\displaystyle \mathbf {k} }的项视为“微扰哈密顿算符”，即：
{\displaystyle H_{\mathbf {k} }=H_{0}+H_{\mathbf {k} }',\;\;H_{0}={\frac {p^{2}}{2m}}+V,\;\;H_{\mathbf {k} }'={\frac {\hbar ^{2}k^{2}}{2m}}+{\frac {\hbar \mathbf {k} \cdot \mathbf {p} }{m}}}
利用微扰方法可以用所有{\displaystyle u_{n,\mathbf {0} }}的线性组合表达某个能带的{\displaystyle u_{n,\mathbf {k} }}，进而给出能量{\displaystyle E_{n,\mathbf {k} }}与简约波矢{\displaystyle \mathbf {k} }的近似关系。如果{\displaystyle u_{n,\mathbf {0} }}是不简并的，考虑到一级修正后{\displaystyle u_{n,\mathbf {k} }}的表达式为：
{\displaystyle u_{n,\mathbf {k} }=u_{n,0}+{\frac {\hbar }{m}}\sum _{n'\neq n}{\frac {\langle u_{n,0}|\mathbf {k} \cdot \mathbf {p} |u_{n',0}\rangle }{E_{n,0}-E_{n',0}}}u_{n',0}}
考虑二级修正以后能量的表达式为：
{\displaystyle E_{n,\mathbf {k} }=E_{n,0}+{\frac {\hbar ^{2}k^{2}}{2m}}+{\frac {\hbar ^{2}}{m^{2}}}\sum _{n'\neq n}{\frac {|\langle u_{n,0}|\mathbf {k} \cdot \mathbf {p} |u_{n',0}\rangle |^{2}}{E_{n,0}-E_{n',0}}}=E_{n,0}+{\frac {\hbar ^{2}k^{2}}{2m}}+{\frac {\hbar ^{2}}{m^{2}}}\sum _{n'\neq n}\sum _{i,j}{\frac {|\langle u_{n,0}|p_{i}|u_{n',0}\rangle ||\langle u_{n,0}|p_{j}|u_{n',0}\rangle |}{E_{n,0}-E_{n',0}}}k_{i}k_{j}}
电子的倒有效质量张量近似为：
{\displaystyle ({\frac {1}{m^{\star }}})_{ij}={\frac {1}{m}}\delta _{ij}+{\frac {2}{m^{2}}}\sum _{n'\neq n}{\frac {|\langle u_{n,0}|p_{i}|u_{n',0}\rangle ||\langle u_{n,0}|p_{j}|u_{n',0}\rangle |}{E_{n,0}-E_{n',0}}}}

## 应用
在直接带隙半导体中，导带底部的电子对应的简约波矢为零，它的有效质量可运用K·p微扰论近似计算。微扰论中最近邻态的微扰贡献最大。导带底和价带顶的态互为最近邻态，仅考虑彼此的微扰贡献，K·p微扰论的结果可进一步简化为：
{\displaystyle ({\frac {1}{m^{\star }}})_{ij}={\frac {1}{m}}\delta _{ij}+{\frac {2}{m^{2}}}{\frac {|\langle u_{v,0}|p_{i}|u_{c,0}\rangle ||\langle u_{c,0}|p_{j}|u_{v,0}\rangle |}{E_{g}}}}
式中{\displaystyle E_{g}}为导带底与价带顶的能量差，即带隙；脚标v和c分别指代价带顶与导带底的态。如果所考虑的导带底是旋转对称的，倒有效质量张量可以用一个标量代替：
{\displaystyle {\frac {1}{m^{\star }}}={\frac {1}{m}}+{\frac {2}{m^{2}}}\sum _{i}{\frac {|\langle u_{v,0}|p_{i}|u_{c,0}\rangle |^{2}}{E_{g}}}}
表明半导体的带隙越小，导带底电子有效质量也越小。对通常的半导体来说，导带底电子的有效质量远小于电子的真实质量，且矩阵元与电子真实质量的比值近似为一个常量10eV。故：
{\displaystyle {m^{\star }}/m=E_{g}/20ev}
该公式给出的导带底电子有效质量近似值与绝大多数IV族、III-V族、II-VI族直接带隙半导体实测值的误差在15%以内。

## 推广
如果考虑自旋-轨道作用，仍然可以用类似方法处理。此时“哈密顿算符”应写为：
{\displaystyle H_{\mathbf {k} }={\frac {p^{2}}{2m}}+{\frac {\hbar }{m}}\mathbf {k} \cdot \mathbf {p} +{\frac {\hbar ^{2}k^{2}}{2m}}+V+{\frac {\hbar }{4m^{2}c^{2}}}(\nabla V\times (\mathbf {p} +\hbar \mathbf {k} ))\cdot {\vec {\sigma }}}
如果{\displaystyle u_{n,\mathbf {0} }}有简并，需要使用简并微扰理论。Luttinger–Kohn模型可以处理这类问题。